# Cosmas en Damianuskerk (Holzweiler)
De Cosmas- en Damianuskerk (Duits: Kirche St. Cosmas und Damian) is een katholieke kerk in Holzweiler, een Ortsteil van Erkelenz in Noordrijn-Westfalen.
Het kerkgebouw behoort tot de Maria- en Elisabethparochie Erkelenz.

## Geschiedenis en architectuur
De huidige kerk verving een voorganger uit de 11e/12e eeuw. Op dezelfde plek werd tussen 1857 en 1859 naar het ontwerp van Vincenz Statz een neogotische baksteenbasiliek met een transeptachtige uitbouw en een afsluiting met drie apsissen opgetrokken. De westelijke toren volgde in 1878.
Naast de zuidelijke ingang is een wijsteen van de handelaar Tiberius Claudius Justus ingemetseld. Deze steen bevond zich oorspronkelijke in een naburige romeinse villa. De maaswerkvensters met glas-in-loodramen werden in de jaren 1960-1969 naar tekeningen van Ernst Jansen-Winkeln gemaakt. Het kruisribgewelf van het interieur rust op houten pijlers.
De Cosmas- en Damianuskerk dreigde samen met de rest van het dorp te worden verslonden door de uitbreiding van de bruinkoolwinning van Garzweiler. In 2014 besloot de overheid echter tot opluchting van veel dorpsbewoners om de gebiedsuitbreiding van de bruinkoolwinning te beperken. De bruinkoolwinning stopt nu voor het dorp en daarmee lijkt het voortbestaan van de kerk gered.

## Interieur
- De Maaslandse houten beelden van Cosmas en Damianus werden in de jaren 1410-1420 gesneden.
- Het houten triomfkruis dateert uit het begin van de 15e eeuw.

## Klokken
| Nr. | Naam         | Doorsnee (mm) | Gewicht (kg, ca.) | Slagtoon Halve toon-1/16 | Gieter                               | Gietjaar  |
| 1   | Grote Maria  | 1.284         | 1.300             | es' -2                   | Johann Wael, Keulen                  | 1436      |
| 2   | Kleine Maria | 1.028         | 650               | g' -1                    | -                                    | voor 1400 |
| 3   | -            | 500           | 85                | as" +1                   | Fa. Petit & Gebr. Edelbrock, Gescher | 20e eeuw  |